# Крістешть (комуна, Муреш)
Крістешть, Крістешті (рум. Cristești) — комуна у повіті Муреш в Румунії. До складу комуни входять такі села (дані про населення за 2002 рік):
- Велурень (973 особи)
- Крістешть (4618 осіб) — адміністративний центр комуни

Комуна розташована на відстані 261 км на північний захід від Бухареста, 7 км на південний захід від Тиргу-Муреша, 74 км на південний схід від Клуж-Напоки, 128 км на північний захід від Брашова.

## Населення
За даними перепису населення 2002 року у комуні проживала 5591 особа.
Національний склад населення комуни:
| Національність | Кількість осіб | Відсоток |
| -------------- | -------------- | -------- |
| угорці         | 2767           | 49,5%    |
| румуни         | 2421           | 43,3%    |
| цигани         | 395            | 7,1%     |
| німці          | 3              | 0,1%     |
| поляки         | 3              | 0,1%     |
| серби          | 2              | < 0,1%   |

Рідною мовою назвали:
| Мова      | Кількість осіб | Відсоток |
| --------- | -------------- | -------- |
| угорська  | 2746           | 49,1%    |
| румунська | 2422           | 43,3%    |
| циганська | 422            | 7,5%     |
| німецька  | 1              | < 0,1%   |

Склад населення комуни за віросповіданням:
| Релігія                             | Кількість осіб | Відсоток |
| ----------------------------------- | -------------- | -------- |
| православні                         | 2515           | 45,0%    |
| реформати                           | 2070           | 37,0%    |
| римо-католики                       | 419            | 7,5%     |
| п'ятдесятники                       | 117            | 2,1%     |
| адвентисти                          | 88             | 1,6%     |
| греко-католики                      | 39             | 0,7%     |
| унітарії                            | 31             | 0,6%     |
| не релігійні                        | 24             | 0,4%     |
| бретрени                            | 3              | 0,1%     |
| баптисти                            | 1              | < 0,1%   |
| лютерани                            | 1              | < 0,1%   |
| лютерани (Аугсбурзького сповідання) | 1              | < 0,1%   |
| атеїсти                             | 1              | < 0,1%   |
| не вказали релігію                  | 7              | 0,1%     |

## Зовнішні посилання
- Дані про комуну Крістешть на сайті Ghidul Primăriilor [Архівовано 16 січня 2010 у Wayback Machine.]